# Lac Saint-Charles
Der Lac Saint-Charles ist ein See in der Verwaltungsregion Capitale-Nationale der kanadischen Provinz Québec. 

## Lage
Der See liegt zum größten Teil auf dem Gebiet der Provinzhauptstadt Québec (Arrondissement La Haute-Saint-Charles) und zu einem kleineren Teil in den benachbarten Gemeinden Lac-Delage und Stoneham-et-Tewkesbury. Der 5,5 km lange und bis zu 600 m breite See liegt am nördlichen Stadtrand zwischen Ausläufern der Laurentinischen Berge.
Wichtigste Zuflüsse sind der Rivière des Hurons und der unmittelbar nordwestlich liegende Lac Delage. Aus dem See fließt der 35 km lange Rivière Saint-Charles, ein Zufluss des Sankt-Lorenz-Stroms. Eine Halbinsel teilt den See in zwei ungefähr gleich große Becken. Der Lac Saint-Charles ist sowohl ein bedeutendes Naherholungsgebiet als auch ein wichtiges Element der städtischen Trinkwasserversorgung, weshalb strenge Umweltvorschriften in Kraft sind. Am südlichen Ende des Sees reguliert der Damm Cyrille-Delage den Abfluss und den Wasserspiegel. Er wurde 1934 errichtet und 1948 durch einen Neubau ersetzt.